# Hypochaeris volckmannii
Hypochaeris volckmannii là một loài thực vật có hoa trong họ Cúc. Loài này được (Phil.) Phil. mô tả khoa học đầu tiên năm 1894.